# James Melvill van Carnbee

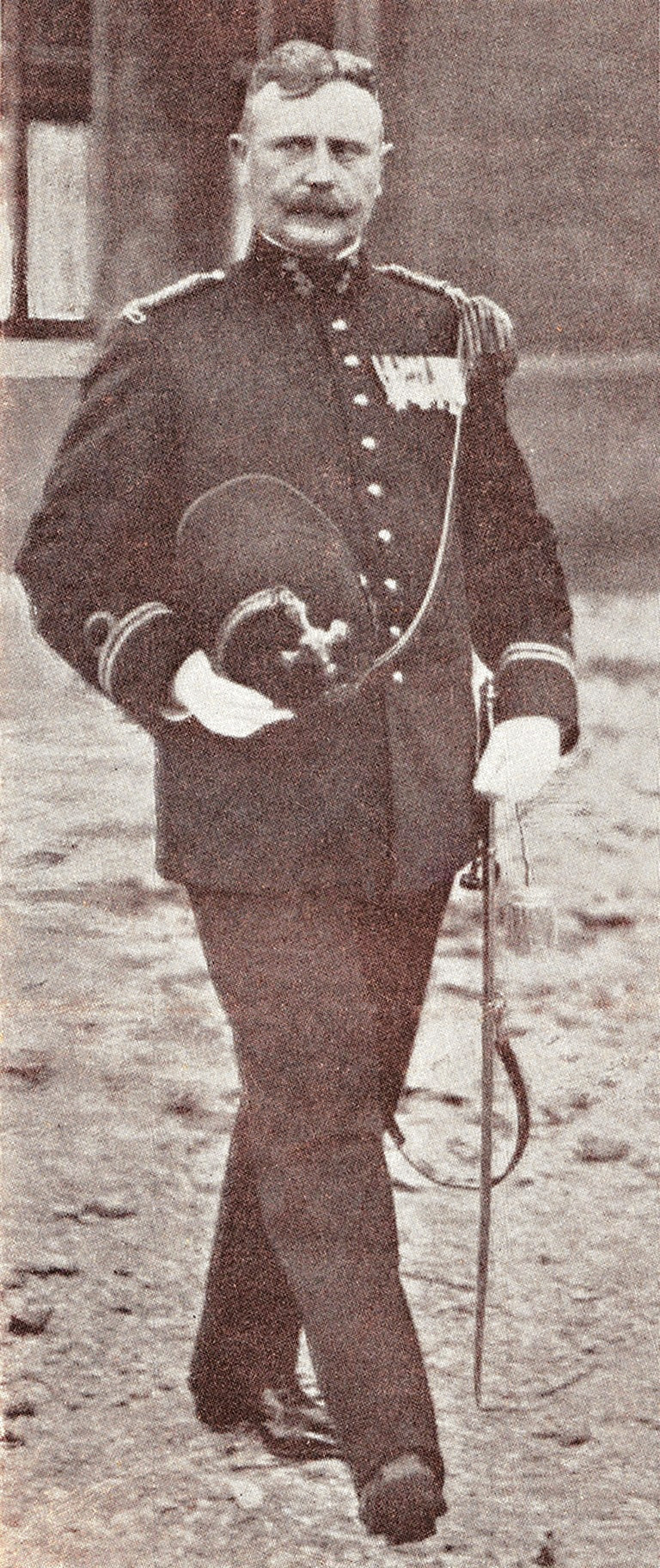
James Arnaud Henri Louis Melvill van Carnbee

James Arnaud Henri Louis baron Melvill van Carnbee (Den Haag ,11 augustus 1867 - Zeist, 4 januari 1944) was een Nederlands schermer.
Melvill van Carnbee, lid van de familie Melvill van Carnbee, nam deel aan de Tussenliggende Olympische Spelen van 1906 en won daar met het Nederlands team (verder bestaande uit Johannes Osten, George van Rossem, Maurits van Löben Sels) op het onderdeel sabel een bronzen medaille.
Hij was majoor bij de marine, directeur van de militaire gymnastiekschool en lid van de Koninklijke Officiers Schermbond. Melvill van Carnbee is een adellijke familie van Schotse komaf en voerde de titel baron bij eerstgeboorte.